# Acanthocalycium
Acanthocalycium Backeb. – rodzaj sukulentów z rodziny kaktusowatych. Należą do niego 2 gatunki występujące w Argentynie.

## Systematyka
Uwagi taksonomiczne
W nowszych ujęciach taksonomicznych rodzaj Acanthocalycium jest włączany do rodzaju Echinopsis Zucc.
Synonimy
Spinicalycium Fric (nom. inval.).
Pozycja systematyczna według APweb (aktualizowany system APG III z 2009)
Należy do rodziny kaktusowatych (Cactaceae) Juss., która jest jednym z kladów w obrębie rzędu goździkowców (Caryophyllales) i klasy roślin okrytonasiennych. W obrębie kaktusowatych należy do plemienia Trichocereeae, podrodziny Cactoideae.
Pozycja w systemie Reveala (1993-1999)
Gromada okrytonasienne (Magnoliophyta Cronquist), podgromada Magnoliophytina Frohne & U. Jensen ex Reveal, klasa Rosopsida Batsch, podklasa goździkowe (Caryophyllidae Takht.), nadrząd Caryophyllanae Takht., rząd goździkowce (Caryophyllales Perleb), podrząd Cactineae Bessey in C.K. Adams, rodzina kaktusowate (Cactaceae Juss.), rodzaj Acanthocalycium Backeb.
Gatunki
- Acanthocalycium klimpelianum (Weidlich & Werderm.) Backeb.
- Acanthocalycium spiniflorum (K.Schum.) Backeb.